# Тихонов, Алексей Алексеевич
Алексей Алексеевич Тихонов (1853—1914) — русский писатель-беллетрист и поэт, редактор, предприниматель, был известен под псевдонимом Луговой; член литературного кружка «Пятница». Лауреат Пушкинской премии Императорской Петербургской Академии наук.

## Биография
Алексей Алексеевич Тихонов родился 19 февраля 1853 года в городе Варнавино Костромской губернии, в купеческой семье крестьянского происхождения. Под руководством иностранных гувернёров хорошо усвоил немецкий, французский и английский языки; затем некоторое время учился в гимназии города Казани. В 1873 году, сдав выпускной экзамен в Пскове, поступил в Санкт-Петербургский технологический институт, но скоро его оставил, потому что из-за болезни отца ему пришлось стать во главе обширных семейных торговых предприятий.
По делам отцовской фирмы, а позднее — и других фирм Тихонову пришлось много путешествовать по России и за границей и даже побывать в Новом Свете. В конце 1870-х годов А. А. Тихонов самостоятельно занялся экспортом хлеба и льна за границу. Сначала его бизнес шёл успешно, однако в 1881 году, после событий 1 марта, его зарубежные партнёры, ожидая разгула анархии, отказали в кредите. В 1883 году А. А. Тихонов был вынужден объявить себя банкротом. В этом же году в газете «Эхо» была опубликована без подписи его первая статья «Наследство богача», что ознаменовало начало его литературной деятельности деятельности, которой он решил всецело отдаться.
В 1886 году появилась его первая повесть «Не судил Бог» (в «Вестник Европы»), вслед за которой он напечатал ряд повестей, рассказов, романов, драматических произведений («За золотым руном», «Озимь») и стихотворений в «Вестнике Европы», «Северном вестнике», «Русской мысли» и других периодических печатных изданиях.
С июня 1895 года состоял редактором журнала «Нива».
В 1895—1900 годах Алексей Алексеевич Тихонов собрал все написанные им работы в 4 томах «Сочинений». Первые 3 тома были представлены автором в Императорскую Академию наук на соискание Пушкинских премий и по рецензии К. К. Арсеньева получили почётный отзыв.
В начале 1897 года отказался от должности в журнале «Нива», чтобы иметь больше времени для творческой работы.
Алексей Алексеевич Тихонов умер 25 октября 1914 года в городе Петрограде.
Его брат Владимир также посвятил жизнь литературе и за одно из своих произведений был удостоен Грибоедовской премии.

## Творчество
Творчество Тихонова, согласно оценке С. А. Венгерова, в общем носит напряжённый характер. Он склонен к изысканности и любит эффектные положения; даже заглавия его произведений большею частью приподняты («Между двух смутных идеалов», «Police verso», «Nocturne», «Алльмирор!», «Возврат. Роман колеблющихся настроений» и др.).
Наибольший успех имело его произведение «Pollice verso» («Добей его») изданное в 1891 году (немецкий перевод в «Universal Bibliothek»). Это интересно задуманные «параллели», четыре «панно», иллюстрирующие психологию толпы.

## Произведения

### Поэзия
- «Бор»
- «Taedium vitae»
- «Л. И. А-й»
- и др.

### Проза
- «Швейцар» (1887)
- «Не сулил Бог!» (1886)
- «Швейцар» (1887)
- «Счастливец» (1890)
- «Несколько поцелуев» (1890)
- «Теплом повеяло» (1890)
- «Pollice verso» (1891)
- «Грани жизни» (роман, 1891)
- «Тенета» (роман, 1895—1900)
- «Взятка» (повесть) 1898
- «Возврат. Роман колеблющихся настроений» (роман, 1898)
- «Девичье поле» (1909)
- «В ночи бессонные» (1910)
- и др.